# Julio Alemparte Robles
Julio Alemparte Robles (Concepción, 20 de enero de 1904 - 16 de noviembre de 1965), fue un historiador chileno, profesor de historia en la Universidad de Chiley Académico de Número de la Academia Chilena de la Historia desde 1948.Principalmente autor de biografías y obras relativas a la Independencia de Chile, su obra más conocida es "Carrera y Freire. Fundadores de la República". La Revista de los Sábados de Las Últimas Noticias lo nombra como "un Quijote del liberalismo".

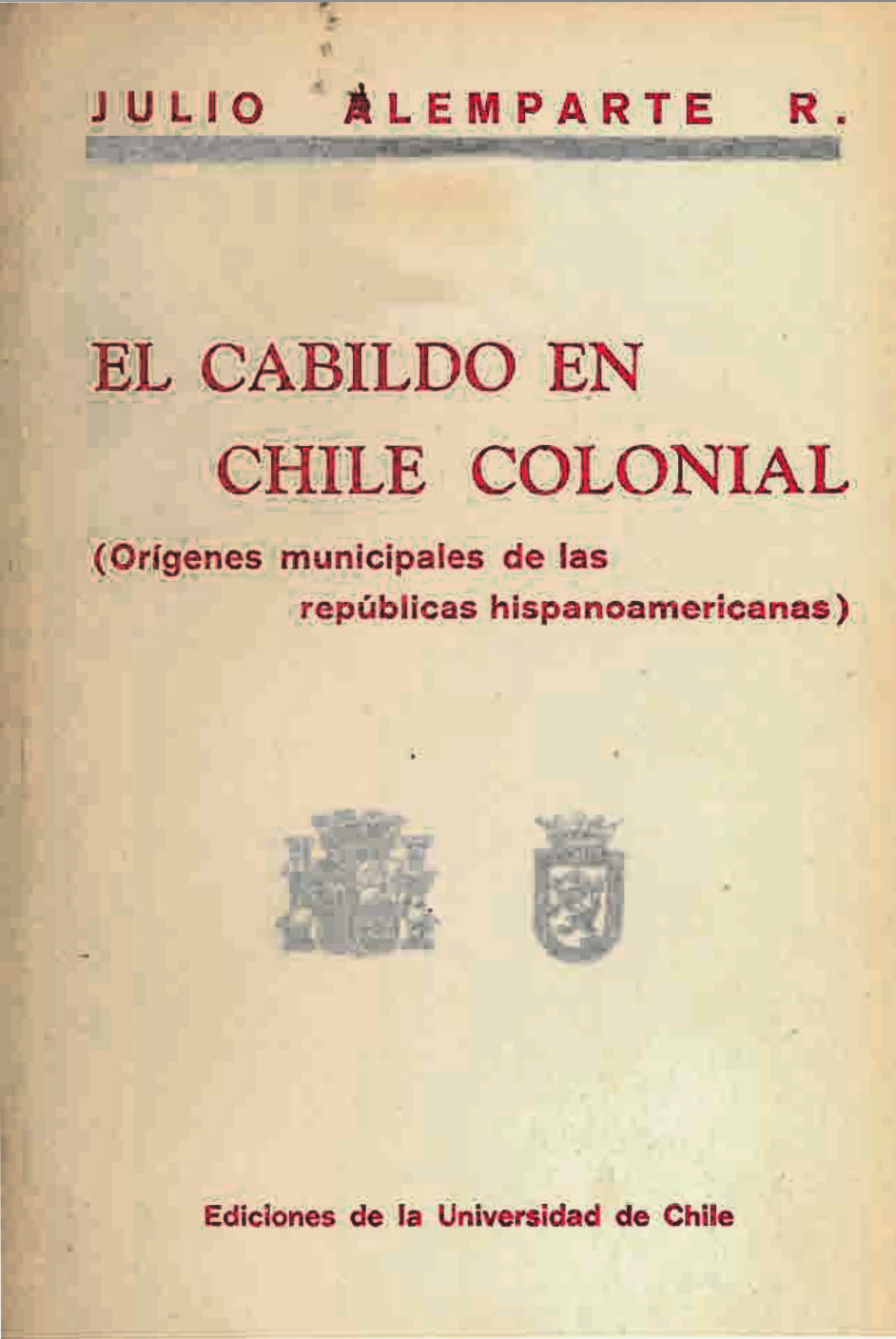
Portada del libro de Julio Alemparte "El cabildo en Chile colonial"

## Biografía
Julio Alemparte fue hijo de Juan Santiago Alemparte de la Lastra y Tegualda Robles Rodriguez, y nieto de José Antonio Alemparte Vial. Hizo sus estudios secundarios en el Instituto Nacional General José Miguel Carrera, graduándose en 1921. Obtuvo el título de Profesor de Historia y Geografía por la Universidad de Chile en 1928. Fue luego docente en el Liceo Miguel Luis Amunátegui, en el Instituto Nacional, y en la Escuela Militar.Según Matías Berchino, "Julio Alemparte Robles se licencia en Ciencias Jurídicas y Sociales con una tesis titulada El cabildo en Chile colonial."
En 1949 representó a la Sociedad Chilena de Historia y Geografía en el Primer Congreso Hispanoamericano de Historia celebrado en Madrid.
Julio Alemparte ha sido considerado junto a los historiadores Alberto Edwards y Jaime Eyzaguirre, como un exponente del “revisionismo aristocrático” en la interpretación de la Independencia de Chile. Una tesis central de aquel grupo es que los cabildos revolucionarios que se establecieron en Chile en 1810 respondieron más bien a la re-adopción de una antigua tradición legislativa hispánica, y no a una práctica inspirada en la época europea o norteamericana de entonces.
La obra Chile y la guerra civil española. La voz de los intelectuales,afirma que "los escritos de Alemparte se caracterizan por llevar a cabo una lectura progresista de la historia de España, incluso de aquellos episodios tan polémicos como la conquista de América".

## Distinciones
- – Miembro de la Sociedad Chilena de Historia y Geografía.
- – Académico de Número de la Academia Chilena de la Historia.
- – Distinguido con la Medalla de Honor de la Academia Chilena de la Historia.[10]

## Libros
- - El Cabildo de Santiago en el siglo XVI. (1931).

- - La regulación económica en Chile durante la colonia. (1937).

- - Capítulo inédito de Don Quijote, que trata de una aventura amorosa del ilustre manchego. (1952).

- - Memorias de un político: (historieta satírica). (1952).
- - El Cabildo en Chile Colonial; Orígenes Municipales de Las Repúblicas Hispano-americanas. (1955).

- - Andanzas por la vieja España. (1961).

- - José Miguel Carrera, genio de la Independencia. (1962).

- - Carrera y Freire. Fundadores de la República. (1963).

- - Orígenes de la República de Chile y Notas sobre la Batalla de Rancagua. (1965)

- - La regulación económica en Chile durante la Colonia. (2000).